# Panorering
För andra betydelser, se Panorering (olika betydelser).
Panorering används i flerkanalig ljudteknik för att lägga ett mono-spår olika starkt i olika högtalare i en stereo-mix, för att på så vis skapa en bredare ljudbild vilket ger ett ökat intryck av stereofoni. Till exempel kan ett ljudkanal som endast har spelats in med en mikrofon – vilket då alltså ger ett monofoniskt ljud – läggas 70 % i höger högtalare och 30 % i vänster, medan nästa ljudspår kan läggas exempelvis 10 % i höger högtalare och 90 % i vänster.
Med denna teknik kan man åstadkomma tydligare rumsklanger och "placera" ett instrument i ljudbilden, samt enklare urskilja olika stämmor och enskilda instrument. Man får på så sätt en mer levande ljudmix.